# 戴瑞德
戴瑞德（1951年—），山东潍坊人，汉族，中华人民共和国政治人物、第十二届全国人民代表大会山东地区代表。
毕业于潍坊职工大学经贸专业。加入中国共产党。担任山东金宝集团有限公司董事长。2008年起担任全国人大代表。2013年，担任全国人大代表。